# Diogo Rosado
Diogo Jorge Rosado (Peniche, 21 febbraio 1990) è un calciatore portoghese, centrocampista del Marco 09.

## Caratteristiche tecniche
È dotato di una notevole agilità, molto duttile: può giocare davanti alla difesa, come esterno di centrocampo o come trequartista. Preferisce il ruolo di esterno destro, in modo da potersi accentrare e da lì tentare la conclusione o l'uno due col centravanti.

## Carriera

### Club

#### Peniche, Sporting Lisbona e i vari prestiti
Nel 1999, all'età di soli nove anni, comincia a giocare a calcio con la squadra della sua città, il Peniche, per poi trasferirsi allo Sporting Lisbona, uno dei club più gloriosi del Portogallo, all'età di dieci anni. In nove anni trascorsi nelle giovanili dei Leões dimostra fin dall'inizio il suo essere bambino prodigio e il futuro della Selecção das Quinas: così nel 2009 viene spedito in prestito al Real Sport Clube dove, nella sua prima stagione professionistica, colleziona 15 presenze e mette a segno un solo gol. La stagione successiva viene nuovamente ceduto in prestito, questa volta al Penafiel, per mettere in mostra tutte le sue doti calcistiche. Debutta con i Rubo-negros il 6 novembre 2010, durante il match giocato contro il Freamunde: terminata la stagione, totalizza solo 8 presenze in campionato ed una sola ammonizione, la prima in carriera, ricevuta nella partita contro il Gil Vicente. Nel 2011 gioca di nuovo lontano da Lisbona: infatti si trasferisce, con la formula del prestito, al Feirense. Debutta nel massimo campionato portoghese il 14 agosto 2011 durante il match contro il Nacional. Realizza il suo primo gol in Primeira Liga, primo anche in carriera, il 27 novembre ai danni del Rio Ave e in quell'occasione rimedia la sua prima espulsione, in carriera, da calciatore professionista.

#### Genoa e poi Blackburn
Essendo in scadenza di contratto con lo Sporting Lisbona, a marzo 2012 si reca in Italia per firmare un precontratto con il Genoa ma la dirigenza rossoblù decide di non formalizzare il suo acquisto; pochi mesi più tardi viene acquistato dal Blackburn.

### Nazionale

#### Nazionale Under
Tra il 2007 e il 2009 milita sia nell'Under-17, sia nell'Under-19 dove totalizza in tutto 27 partite giocate e 5 gol messi a segno in varie occasioni.
Nel 2010 disputa solo due amichevoli con l'Under-20, mentre nel 2011 il c.t. lo convoca per prender parte alle qualificazioni valevoli per gli Europei, edizione 2013, che si terranno in Israele. Debutta con la Selecção il 1º settembre, in occasione del match giocato contro la Moldavia Under-21. Va in gol per la prima volta l'11 ottobre, durante la partita giocata Chimki, contro la Russia Under-21.